# (9507) Gottfried
(9507) Gottfried (5447 T-2) – planetoida z pasa głównego asteroid okrążająca Słońce w ciągu 3,58 lat w średniej odległości 2,34 j.a. Odkryta 30 września 1973 roku.